# Хексан
Хексан  је шести члан хомологог реда алкана са молекулском формулом . Префикс „Хекс“ означава да постоји шест атома угљеника, док „ан“ покаује да припада хомологом реду алкана. Хексанови изомери су веома нереактивни.